# Panzerjäger I
Le Panzerjäger I est un chasseur de chars conçu par l’Allemagne au cours de la Seconde Guerre mondiale. Il est développé entre 1939 et 1940 à la demande du Waffenamt par l’entreprise Alkett, dans le but de fournir aux divisions d’infanterie motorisée un moyen plus efficace d’affronter les chars que leur 3,7-cm PaK 36, un canon antichar déjà largement obsolète face au B1-bis français ou au Matilda britannique.
Le Panzerjäger I est construit par Alkett sur la base d’un châssis de Panzerkampfwagen I Ausf. B, dont la tourelle est retirée et remplacée par un canon 4,7-cm Pak(t) produit par Škoda en Tchécoslovaquie annexée. Un total de 202 exemplaires sont produits en deux séries entre 1940 et 1941.
Le véhicule participe aux campagnes de France, d’Afrique et à l’invasion de la Russie. Le canon y montre de bonnes performances, mais le véhicule souffre d’un certain nombre de défauts. Le principal est la faiblesse du blindage à l’avant et son absence totale ou presque totale à l’arrière, sur les côtés et le dessus, qui rend l’équipage extrêmement vulnérable aux attaques par le flanc et l’arrière. L’inadéquation des composants moteurs par rapport à la masse du char affecte également sa mobilité et est la source de nombreuses pannes, notamment de transmission. Bien que dépassé par les progrès technologiques dès 1942, il reste encore en service jusqu’en 1943.

## Dénomination
La dénomination formelle du Panzerjäger I était 4,7 cm PaK(t) (Sf) auf Panzerkampfwagen I. Le (t) indique l'origine tchécoslovaque (tschechoslowakisch) du canon et les lettres (Sf) pour Selbstfahrlafette (terme allemand pour « châssis autopropulsé »).

## Développement et production

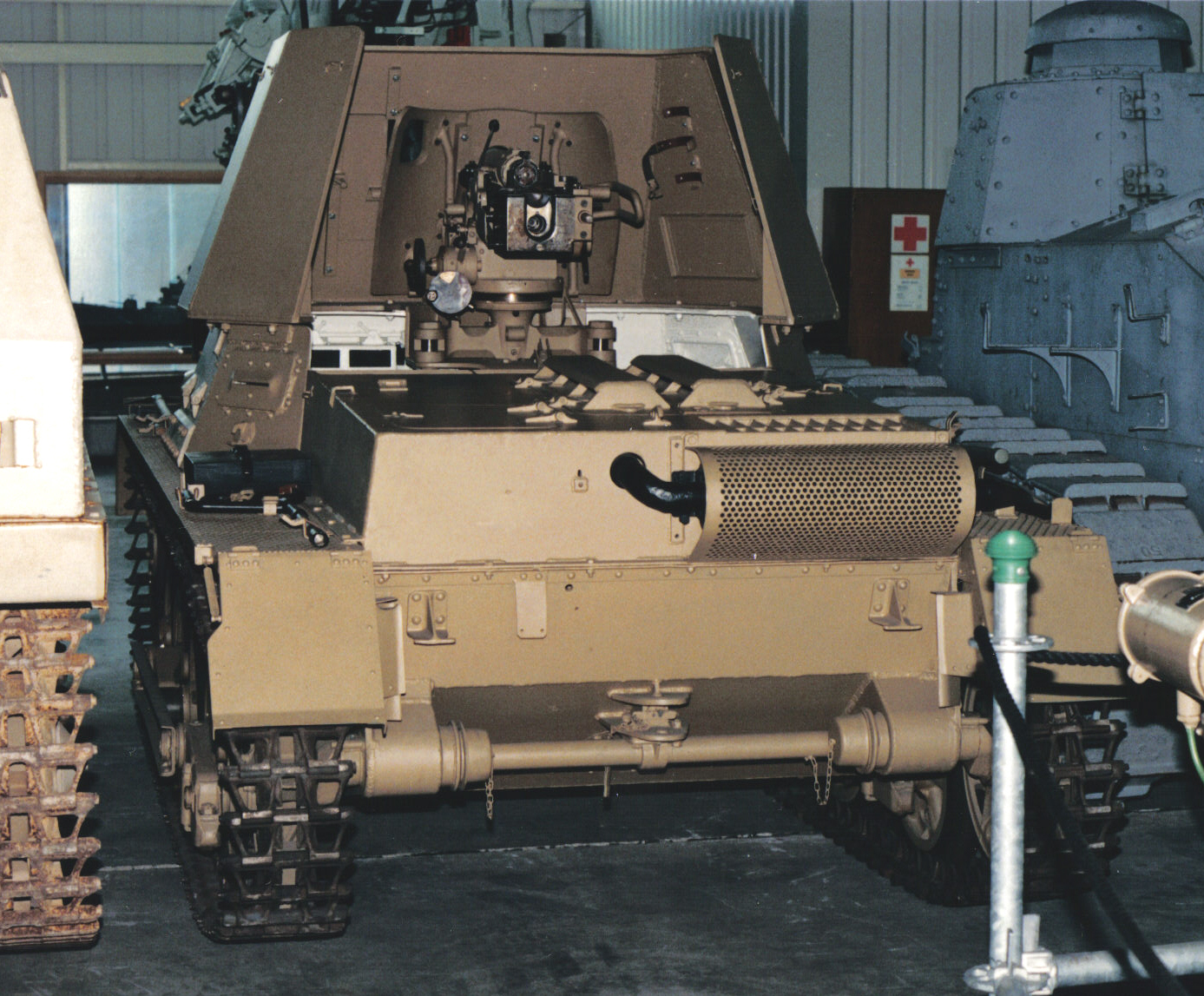
Le derrière d'un Panzerjäger I

En 1939, peu après le début de la Seconde Guerre mondiale, l’état-major allemand craint que le 3,7-cm PaK 36, le canon antichar en dotation standard dans la Wehrmacht, ne soit pas en mesure d’affronter les chars lourds français, comme le B1 bis. La décision est alors prise de monter un canon plus lourd, le PaK 36(t) L/43,4 tchécoslovaque, sur un châssis de char Panzer I Ausf. B.
Le développement est confié à l’entreprise Alkett, qui livre le prototype en février 1940. Le stock de canons n’étant pas suffisant pour démarrer la production de masse, le Waffenamt en commande à Skoda, tandis que le bouclier est produit par les entreprises Krupp et Deutsche Edelstahlwerke AG (de). L’assemblage final est réalisé par Alkett, qui livre quarante exemplaires en mai 1940, soixante en avril et trente en mai.
La conversion consiste à retirer la tourelle et une partie du toit de la caisse, à la place desquels sont installés un canon antichar PaK 36(t) L/43,4 et un bouclier blindé, qui couvre l’avant et les côtés, mais laisse toutefois l’arrière et le dessus ouverts. Outre cette protection limitée de l’équipage, le montage a également l’inconvénient de limiter la traverse du canon à 17,5° de chaque côté.
Le Waffenamt passe commande d’une deuxième série le 19 septembre 1940, mais cette fois seuls dix exemplaires sont assemblés par Alkett, les soixante autres l’étant par Klöckner-Humboldt-Deutz AG. Dix exemplaires sont livrés en novembre, puis trente en décembre 1940 et en février 1941.
Le Panzerjäger I commence à être remplacé à partir de 1942, mais quelques-uns des 202 exemplaires produits restent en service jusqu’à la fin de l’année 1943,.

## Histoire opérationnelle

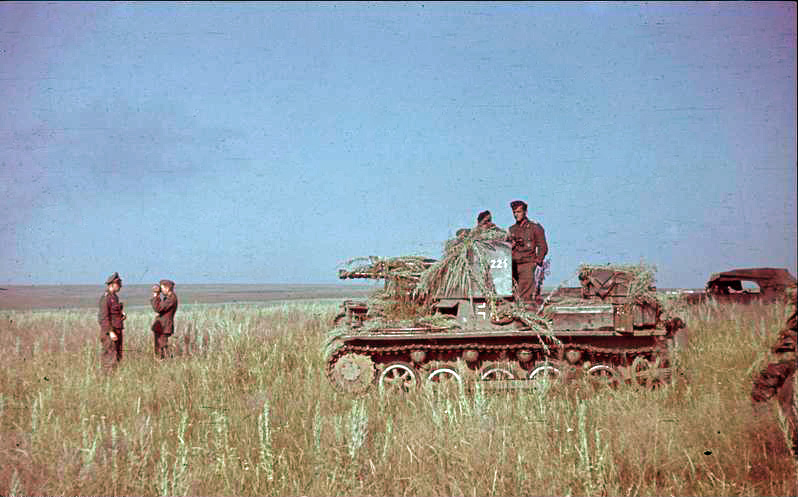
Panzerjäger I en URSS en été 1941

Le Panzerjäger I est utilisé pour la première fois lors de la campagne de France. Ses débuts sont quelque peu difficiles : les équipages n’ont eu que quelques jours d’entrainement avant d’être envoyés au combat, tandis que les véhicules, peu adaptés aux longs trajets, tombent en panne fréquemment. Seul le Panzerjäger-Abteilung 521 est opérationnel le 10 mai 1940 ; trois autres, les 616, 643 et 670, sont prévus, mais ne sont engagés que très progressivement au fur et à mesure qu’ils reçoivent leur matériel.
Le Panzerjäger I participe à la campagne d’Afrique au sein du Panzerjäger-Abteilung 605, qui débarque à Tripoli entre le 18 et le 21 mars avec vingt-sept exemplaires. Les pertes sont légères dans un premier temps et peuvent être remplacées intégralement, ce qui permet à la section d’être au complet au début de l’opération Crusader, le 18 novembre 1941. Pendant cette dernière, treize chars sont détruits et les remplacements insuffisants ne permettent plus d’avoir que dix-sept unités disponibles au début de l’opération Venezia, le 25 mai 1942, puis seulement onze au moment de la seconde bataille d'El Alamein en octobre.
Ils servent également en Russie, où les Panzerjäger-Abteilung 521, 529 et 643 sont assignés au groupe d'armées Centre, tandis que les 616 et 670 sont respectivement attribués aux groupes nord et sud. Pendant l’[opération Barbarossa, ils sont essentiellement utilisés dans le rôle de canon d'assaut, du fait du peu de blindés soviétiques rencontrés. Ils sont cependant peu adaptés à cette fonction en raison du manque de protection de l’équipage conjugué à leur silhouette élevée qui en fait une cible idéale pour l’artillerie.
Des panzerjäger ont été présent dès la création de la division Azul, soit au mois de juillet 1941. Leur effectif fût compléter ensuite par des Marder II qui étaient capable de percer le blindage du T-34 et du KV-1, cela était impossible pour le panzerjäger avec son canon de 47mm.

## Caractéristiques

### Motricité
Le Panzerjäger I utilise le châssis du Panzer I Ausf. B avec le même moteur à essence Maybach TL 38 Tr de six cylindres refroidi par eau, développant 100 CV à 3 000 tpm, une transmission ZF F.G.31 et une suspension à ressorts à lames. Bien que théoriquement capable d’atteindre 40 km/h sur route, il n’y dépasse en réalité que rarement les 25 km/h et se contente d’environ 12 km/h en tout-terrain.
Avec 6,4 t, le Panzerjäger I est toutefois bien plus lourd que le Panzer I, un problème aggravé par la répartition différente de la charge, qui porte davantage sur l’avant. Ce poids excessif a pour conséquence une usure accélérée de l’ensemble des composants moteurs, rendant les pannes fréquentes.

### Armement et équipement

#### Armement
L’armement principal du Panzerjäger I est le canon antichar 4,7 cm vz 38 fabriqué par Skoda, que les Allemands appellent 4,7-cm Pak(t). Produit uniquement à des fins d’exportation depuis 1937, il ne figure pas dans l’arsenal tchécoslovaque et ne compte donc pas parmi les prises de guerre faites au moment de l’annexion de la Tchécoslovaquie. Les Allemands sont rapidement intéressés par ce modèle, dont les performances sont comparables à leur 5-cm PaK 38, et mettent fin à l’export pour être seuls bénéficiaires de la production. Les pièces étant toutefois livrées avec leur affût, la procédure de fabrication du Panzerjäger est rallongée par la nécessité de le démonter avant d’installer la canon sur le châssis,.
Le char est dépourvu d’armement secondaire, l’équipage disposant seulement d’un pistolet-mitrailleur MP38 avec environ deux cents cartouches pour se défendre contre l’infanterie.

#### Munitions
L’approvisionnement réglementaire est de soixante-quatorze obus perforants Pzgr. 36(t) (d)  et dix obus explosifs. Les équipages disposent cependant parfois d’autres types de munitions, comme le Pzgr. 40 (d) , un obus perforant spécial dont le cœur est en tungstène et peut pénétrer 60 mm de blindage, mais n’est disponible qu’en très faibles quantités. Les obus perforants de leur côté peuvent traverser environ 50 mm de blindage jusqu’à 500 m, mais les cibles peuvent être détruites jusqu’à 1 000 m en faisant ricocher les obus sous les blindés ennemis.
Il est par ailleurs prévu que chaque char dispose d’une réserve de cent quarante-six obus perforants et vingt-six explosifs dans le train d’approvisionnement. Dès la campagne de France, les équipages demandent toutefois à ce que le ratio d’obus explosifs soit augmenté à 50 % et notent également que les espaces de stockage sont mal conçus, les obus ne pouvant parfois pas rentrer dans les casiers, dont la disposition amène également parfois à utiliser le mauvais type de munition par erreur si le chargeur n’est pas particulièrement vigilant.

### Protection
La protection offerte par le blindage est dans l’ensemble considérée comme insuffisante, les équipages faisant notamment remarquer dans leurs rapports que le bouclier est facilement traversé par tous les projectiles de calibre supérieur à 7,92 mm, tandis que les canons antichars, y compris de ceux de 25 mm, peuvent mettre le blindé hors de combat à n’importe quelle distance. Dans une tentative d’augmenter la protection, les équipages attachent souvent des sections de chenille de rechange à l’avant, avec toutefois comme effet indésirable d’aggraver encore le déséquilibre du véhicule et d’augmenter la fréquence des pannes de transmission.
Le principal problème est néanmoins l’absence totale de protection sur l’arrière, le dessus et une grande partie des côtés, ce qui rend l’équipage extrêmement vulnérable en cas d’enveloppement par de l’infanterie ou de bombardement d’artillerie.

### Équipage
L’équipage est de trois personnes : un chef de char, qui remplit également le rôle de tireur, un chargeur et un conducteur, qui est pour sa part aussi responsable de la radio. Leur disposition est considérée comme peu pratique, le chef de char ayant des difficultés à se faire entendre du pilote par-dessus le fracas de la bataille, ce qui est dangereux lorsque la situation exige une retraite ou un repositionnement rapide. Cela pose également problème pour la communication avec le reste de l’unité, le chef de char ne pouvant entendre correctement la radio depuis son poste.

## Données techniques
| Longueur hors tout         | 4,42 m      |
| Largeur hors tout          | 2,06 m      |
| Hauteur                    | 2,14 m      |
| Hauteur du canon           | 1,72 m      |
| Longueur de contact au sol | 2,40 m      |
| Garde au sol               | 0,295 m     |
| Masse en ordre de combat   | 6 400 kg    |
| Pression au sol            | 0,48 kg/cm² |

| Motorisation                           | Maybach NL 38 TR   |
| Puissance                              | 100 CV à 3 000 tpm |
| Puissance massique                     | 15,6 ch/t          |
| Transmission                           | ZF F.G 31          |
| Suspension                             | Ressorts à lames   |
| Type de carburant                      | Essence            |
| Contenance des réservoirs de carburant | 146 L              |
| Vitesse maximale sur route             | 40 km/h            |
| Vitesse de croisière sur route         | 25 km/h            |
| Vitesse de croisière hors route        | 10-15 km/h         |
| Autonomie sur route                    | 170 km             |
| Autonomie hors route                   | 115 km             |
| Franchissement hauteur                 | 0,37 m             |
| Franchissement largeur                 | 1,40 m             |
| Franchissement profondeur              | 0,60 m             |
| Franchissement pente                   | 30°                |

| Caisse avant     | 13 mm à 22-27° |
| Caisse côtés     | 13 mm à 22-0°  |
| Caisse arrière   | 13 mm à 0-17°  |
| Caisse toit      | 6 mm à 90°     |
| Plancher         | 6 mm à 90°     |
| Casemate avant   | 14,5 mm à 27°  |
| Casemate côtés   | 14,5 mm à 27°  |
| Casemate arrière | Ouvert         |
| Casemate toit    | Ouvert         |

| Armement principal                    | 4,7-cm Pak(t)                                    |
| Traverse/Élévation armement principal | 17,5° de chaque côté / -8° à +10°                |
| Viseur armement principal             | Z.F. 2x                                          |
| Munitions armement principal          | 84 obus (74 PzGr + 10 Gr.)                       |
| Autre armement                        | Un pistolet mitrailleur (192 cartouches de 9 mm) |
| Radio                                 | Funksprechgerät "a"                              |